# Margaret French
Margaret French, född 1906 i Hoboken, New Jersey, död 1998 i New York, var en amerikansk konstnär, mest känd för sina fotografier. Hon var medlem i fotokollektivet PaJaMa.
Efter att ha gått på Smith College bosatte hon sig i New York, där hon gick en formell konstnärlig utbildning vid Art Students League. Där träffade hon Paul Cadmus och Jared French. 
År 1937 gifte hon sig med Jared French, som hade ett förhållande med Paul Cadmus; trots äktenskapet fortsatte French sitt förhållande med Cadmus. Tillsammans bildade de tre fotokollektivet PaJaMa (Paul Jared Margaret).
Med Margarets kamera tog de bilder av sig själva, sina konstnärsvänner samt deras homosexuella bekanta. De arrangerade och iscensatte sina motiv på stränderna längs Provincetown under de kommande åtta åren. De fotograferade var bland andra modefotografen George Platt Lynes, Cadmus syster, konstnären Fidelma, konstnären Bernard Perlin och Monroe Wheeler, då chef för utställningarna på Museum of Modern Art.
Margaret French producerade få kända verk, men hennes målningar uppvisar tydliga influenser från French och Cadmus, särskilt de tidskrävande målningarna i äggtempera, som var Cadmus och Frenchs teknik. När Paul Cadmus inledde ett förhållande med den unge konstnären George Tooker 1944, blev trion en kvartett, och Tooker finns med på många av PaJaMas fotografier.
Margaret French dog 1998 i New York, 92 år gammal.